# Бихор (тврђава)
Тврђава Бихор, са подграђем, налазила се у истоименој средњовековној жупи, на врху стрмог брда Градине (1050 мнм), изнад реке Лима и у близини данашњег села Биоча (десетак километара северно од Берана). У писаним изворима се први пут помиње од стране дубровачких трговаца, 5. новембра 1450. године. Са ње се могло контролисати кретање каравана и путника, а тврђава је била приступачна само са југоисточне стране. Унутар зидина су биле смештене дрвене куће и складишта за оружје и жито, као и бунар-цистерна (чији остаци постоје и данас). Подграђе је као трг служило за трговинску размену

## Османска власт
Под османску власт Бихор је пао 1455. године, исто када и Призрен. У њему је смештена војна посада, а у подграђу се број кућа кретао од 1463 до 1432 (према турским пописима од: 1487/1488, 1488/1489, 1489/1490. и 1490/1491. године). Забељежен је и број удовичких кућа: од 108-116. Године 1530. посаду тврђаве су сачињавала 24 мустахфиза и 226 нефера, са диздаром (Касимом) на челу. Постојала су у то време 4 топа. У подграђу и жупи је регистровано 20046 становника (3785 домаћинстава) у 181 насељу (селу). У то време је саграђена и прва џамија и отпочет процес исламизације становноштва. Тврђава је једно време припадала Херцеговачком, а затим Призренском санџаку.

## Касаба у подграђу
Средином XVI века, насеље (подграђе) је из трга прерасло у касабу и већ 1571. године је у широј околини постојало 1106 муслиманских становника, у 142 села и 8 мезери (селишта). Изградњом трга Никољ-Пазара (у близини каснијег Бијелог Поља, у дубровачком дукументу први пут поменутог 28. јуна 1589. године, а које ће преузети његову улогу) опада трговинска моћ Бихора и постепено ова тврђава и подграђе (касаба) губе на значају. Наиме, Никољ-Пазар се још 1456. и 1458. године наводио као важно средиште, у сталном успону.

## Разарање
Током низа сукоба, који су се догодили од 1852-1858. године, тврђава Бихор, са касабом, потпуно су уништени и расељени. Данас је Бихор географска регија у Црној Гори које обухвата следећа села беранске општине: Петњица, Врбица, Трпези, Туцање, Бор, Савин Бор и Јаворова. Укупна површина износи око 174 km², а на овом подручју живи око 10000 становника.